# فرودگاه جکومبا
فرودگاه جکومبا (به انگلیسی: Jacumba Airport) یک فرودگاه همگانی بهره‌برداری هوایی است که یک باند فرود شن دارد و طول باند آن ۷۶۴ متر است. این فرودگاه در کشور ایالات متحده آمریکا قرار دارد و در ارتفاع ۸۶۷ متری از سطح دریا واقع شده‌است.